# Anne-Élisabeth de France
Anne Élisabeth de France, née le 18 novembre 1662 au palais du Louvre et morte le 30 décembre 1662 au palais du Louvre, est le second enfant et la première fille de Louis XIV et de son épouse Marie-Thérèse.
Née au palais du Louvre à Paris, elle est prénommée en hommage à ses grands-mères Anne d'Autriche, reine de France et Élisabeth de France, reine d'Espagne.  En tant que fille du roi, elle est une Fille de France, ce qui lui confère le prédicat de Son Altesse Royale. Elle est baptisée dans la religion catholique avec pour parrain son oncle paternel Philippe, duc d'Orléans et pour marraine sa grand-mère paternelle Anne d'Autriche, mère de Louis XIV. La jeune princesse meurt peu après sa naissance d'une fluxion de poitrine au Louvre où elle était née. Elle est enterrée à l'Abbaye de Saint-Denis.